# Società Sportiva Juve Stabia 2013-2014
Questa voce raccoglie le informazioni riguardanti la Società Sportiva Juve Stabia nelle competizioni ufficiali della stagione 2013-2014.

## Stagione
La stagione 2013-2014 vede la Juve Stabia impegnata nel campionato italiano di Serie B e nella Coppa Italia.
In estate il presidente uscente Francesco Giglio cede la Società all'amico Manniello, per dedicarsi meglio alle sue attività lavorative. Così la nuova Juve Stabia continua e in panchina viene riconfermato Piero Braglia, con una rivoluzione totale della squadra. Infatti restano soltanto pochi calciatori della passata stagione, tra cui capitan Caserta, mentre Dicuonzo, Scognamiglio, Mbakogu, Zito, lasciano la Juve Stabia per fare posto a nuovi calciatori importanti come Samuel Di Carmine in arrivo dal Cittadella e lo stabiese Gigi Vitale in arrivo dal Napoli.
Intanto il 21 luglio 2013 inizia il ritiro a Cascia e poco dopo l'11 agosto, c'è la prima uscita stagionale. In occasione dalla Coppa Italia, si gioca Juve Stabia-Gubbio, che termina 3-0 per le vespe stabiesi, che però il 17 agosto vengono eliminate dal Varese ai rigori, dopo che il match era terminato 1-1.
Nel girone d'andata i campani si rivelano la peggior squadra del campionato,con 1 vittoria,6 pareggi,15 sconfitte, peggior difesa con 37 gol subiti e peggior differenza reti. -19. Questi risultati relegano gli stabiesi all'ultimo posto con appena 9 punti, a 12 punti di distanza dalla zona salvezza.
L'unica vittoria del girone d'andata arriva alla quinta giornata in casa del Cittadella (0-2), grazie alle reti di Maurizio Lanzaro e Ali Sowe. Esattamente due mesi dopo l'allenatore Piero Braglia viene esonerato, per far posto a Fulvio Pea.
Il 25 gennaio 2014 gli stabiesi tornano alla vittoria dopo 16 giornate di digiuno, vincendo in casa contro il Pescara (2-1), che occupa il quinto posto in classifica. Grazie a questa vittoria i campani ritornano al successo in casa a distanza di 8 mesi dall'ultima volta, che fu il 13 aprile 2013 contro lo Spezia per 2-1.
Il 24 febbraio 2014 visti i cattivi risultati della gestione Pea (ultimo posto con 14 punti), quest'ultimo viene esonerato e al suo posto ritorna Piero Braglia.
Nonostante il ritorno di Braglia la situazione rimane invariata, infatti nelle 11 partite che seguono l'esonero di Pea arriveranno solo 3 pareggi, 8 sconfitte e nessuna vittoria. Tali risultati costeranno la retrocessione alla squadra campana, che retrocede in Serie C con 6 turni d'anticipo, dopo la sconfitta fuori casa contro il Trapani per 3-0. Gli stabiesi salutano la Serie B dopo tre anni consecutivi di militanza, terminando il campionato all'ultimo posto con 19 punti.
Da quando il campionato di Serie B è a 22 squadre solo la Salernitana del 2009-2010 è riuscita a fare peggio degli stabiesi, con 17 punti in classifica. Tuttavia i granata di Salerno in quel torneo scontarono 6 punti di penalizzazione e comunque, sul campo, avevano conquistato 23 punti.

## Divise e sponsor
Per la stagione 2013-2014, Flyline Sport si conferma sponsor tecnico della Juve Stabia. Il main-sponsor in questa stagione è Abarth Tales, azienda specializzata nel settore dell'abbigliamento sportivo. La nuova maglia presentata il 9 agosto, mostra alcune novità. Le strisce verticali giallo e blu sono leggermente più larghe, mentre ha un cerchio che racchiude il nome del calciatore e il numero. Infine, sempre sul retro, compare la scritta NGM, che in questa stagione di Serie B è presente su tutte le maglie delle squadre partecipanti. Per quanto riguarda la terza maglia, è interamente di colore blu con bordi gialli.

## Organigramma societario
Dal sito internet ufficiale della società.
Area direttiva
- Presidente: Francesco Manniello
- Vicepresidente: Mario Mirko Manniello
- Consigliere del presidente: Giovanni Improta
- Direttore generale: Clemente Filippi
- Delegato sicurezza stadio: Costantino Peccerillo
- Team manager: Alfredo Buonomo
- Segretario generale: Raffaele Persico
- Accoglienza squadre ospiti: Giovanni Savastano
- Ufficio stampa e marketing: Angelo Mirante, Umberto Naclerio, Giuseppe Sicignano, Gianclaudio Romeo, Mattia Giachello
- Addetto agli arbitri: Giulio Vuolo Zurlo
- Fotografo ufficiale: Antonio Gargiulo
- Collaboratori: Salvatore Avallone, Ciro Bergamasco, Rosario Imparato

Area comunicazione
- Direttore delle relazioni istituzionali: Giuseppe Mari

Area marketing
- Consulente esclusivo pubblicità: Ernesto Caccavale
- Responsabile biglietteria: Giuseppe Di Maio

Area tecnica
- Direttore sportivo della sezione calcistica: Fabio Lupo
- Allenatore: Piero Braglia, poi Fulvio Pea, poi Piero Braglia
- Allenatore in seconda: Mauro Isetto, poi Andrea Tarozzi, poi Mauro Isetto

## Rosa
| N. |                    | Ruolo | Calciatore               |
| -- | ------------------ | ----- | ------------------------ |
| 1  | Romania (bandiera) | P     | Laurențiu Brănescu       |
| 2  | Italia (bandiera)  | D     | Simone Ciancio           |
| 3  | Italia (bandiera)  | C     | Luigi Vitale             |
| 4  | Italia (bandiera)  | C     | Guido Davì               |
| 5  | Italia (bandiera)  | C     | Andrea Doninelli         |
| 6  | Italia (bandiera)  | D     | Michele Murolo           |
| 7  | Romania (bandiera) | C     | Sergiu Suciu             |
| 8  | Brasile (bandiera) | C     | Adriano Mezavilla        |
| 9  | Italia (bandiera)  | A     | Samuel Di Carmine        |
| 10 | Italia (bandiera)  | C     | Fabio Caserta (capitano) |
| 11 | Senegal (bandiera) | A     | Abou Diop                |
| 13 | Italia (bandiera)  | D     | Luca Martinelli          |
| 14 | Senegal (bandiera) | C     | N'Diaye Djiby            |
| 15 | Italia (bandiera)  | D     | Luca Ghiringhelli        |

| N. |                    | Ruolo | Calciatore          |
| -- | ------------------ | ----- | ------------------- |
| 16 | Gambia (bandiera)  | A     | Ali Sowe            |
| 17 | Italia (bandiera)  | D     | Francesco Zampano   |
| 18 | Italia (bandiera)  | C     | William Jidayi      |
| 19 | Italia (bandiera)  | D     | Francesco Di Nunzio |
| 20 | Senegal (bandiera) | C     | Yves Baraye         |
| 21 | Francia (bandiera) | A     | Souleymane Doukara  |
| 22 | Italia (bandiera)  | P     | Antonio Capuano     |
| 23 | Italia (bandiera)  | D     | Maurizio Lanzaro    |
| 24 | Camerun (bandiera) | D     | Sem Ogolong         |
| 27 | Italia (bandiera)  | C     | Vittorio Parigini   |
| 28 | Italia (bandiera)  | D     | Matteo Contini      |
| 29 | Italia (bandiera)  | C     | Matteo Scozzarella  |
| 33 | Italia (bandiera)  | P     | Sergio Viotti       |
| 44 | Italia (bandiera)  | P     | Alex Calderoni      |

## Calciomercato

### Sessione estiva (dal 1/07 al 2/09)
| Acquisti | Acquisti            | Acquisti        | Acquisti                         |
| R.       | Nome                | da              | Modalità                         |
| -------- | ------------------- | --------------- | -------------------------------- |
| P        | Laurenţiu Brănescu  | Juventus        | prestito con diritto di riscatto |
| P        | Alex Calderoni      |                 | svincolato                       |
| P        | Sergio Viotti       | Chievo          | prestito temporaneo              |
| D        | Marco Ciampi        | Sorrento        | fine prestito                    |
| D        | Simone Ciancio      | Cittadella      | titolo definitivo                |
| D        | Matteo Contini      | Atalanta        | prestito temporaneo              |
| D        | Francesco Di Nunzio |                 | svincolato                       |
| D        | Giuseppe Figliomeni | Varese          | riscatto alle buste              |
| D        | Luca Ghiringhelli   | Milan           | titolo definitivo                |
| D        | Maurizio Lanzaro    |                 | svincolato                       |
| D        | Alessandro Vinci    | Pro Vercelli    | fine prestito                    |
| D        | Francesco Zampano   | Verona          | prestito temporaneo              |
| C        | Yves Baraye         | Chievo          | trasf. in compartecipazione      |
| C        | Guido Davì          | Benevento       | fine prestito                    |
| C        | N'Diaye Djiby       | Chievo          | prestito temporaneo              |
| C        | Francesco Marano    | Aversa Normanna | fine prestito                    |
| C        | Luigi Vitale        | Napoli          | prestito con diritto di riscatto |
| C        | Matteo Scozzarella  | Atalanta        | prestito temporaneo              |
| C        | Sergiu Suciu        | Torino          | rinnovo prestito                 |
| A        | Samuel Di Carmine   | Cittadella      | titolo definitivo                |
| A        | Abou Diop           | Torino          | prestito temporaneo              |
| A        | Souleymane Doukara  | Catania         | prestito con diritto di riscatto |
| A        | Vittorio Parigini   | Torino          | prestito temporaneo              |
| A        | Ali Sowe            | Chievo          | prestito temporaneo              |

| Cessioni | Cessioni              | Cessioni   | Cessioni                  |
| R.       | Nome                  | a          | Modalità                  |
| -------- | --------------------- | ---------- | ------------------------- |
| P        | Timothy Nocchi        | Juventus   | fine prestito             |
| P        | Andrea Seculin        | Fiorentina | fine prestito             |
| P        | Alessandro Vitiello   |            | svincolato                |
| D        | Ivano Baldanzeddu     |            | svincolato                |
| D        | Stefano Dicuonzo      |            | svincolato                |
| D        | Giuseppe Figliomeni   | Parma      | titolo definitivo         |
| D        | Marco Gorzegno        | svincolato | rescissione del contratto |
| D        | Gennaro Scognamiglio  |            | svincolato                |
| D        | Giuseppe Scurto       | svincolato | ritirato                  |
| D        | Alessandro Vinci      | Vicenza    | titolo definitivo         |
| C        | Boadu Maxwell Acosty  | Fiorentina | fine prestito             |
| C        | Daniel Kofi Agyei     | Fiorentina | fine prestito             |
| C        | Francesco Marano      | Casertana  | titolo definitivo         |
| C        | Sergiu Suciu          | Torino     | fine prestito             |
| C        | Simone Verdi          | Torino     | fine prestito             |
| C        | Antonio Zito          | Ternana    | titolo definitivo         |
| A        | Salvatore Bruno       | Parma      | titolo definitivo         |
| A        | Marco Cellini         | Carrarese  | titolo definitivo         |
| A        | Riccardo Improta      | Genoa      | fine prestito             |
| A        | Jerry Mbakogu         | Padova     | risol. compartecipazione  |
| A        | Luca Pompilio         |            | svincolato                |
| A        | Givestin N'Suki Zantu |            | svincolato                |

## Risultati

### Serie B

#### Girone di andata
| Arbitro: | Mariani (Aprilia) |

|                              |           |  |
| Maniero 22’, 44’ Brugman 74’ | Marcatori |  |

| Arbitro: | Pinzani (Empoli) |

|          |           |                              |
| Diop 16’ | Marcatori | 3’ Ebagua 88’ (rig.) Ferrari |

| Arbitro: | Di Paolo (Avezzano) |

|                                 |           |           |
| Di Michele 70’ Gerardi 76’, 81’ | Marcatori | 49’ Suciu |

| Arbitro: | Gavillucci (Latina) |

|                                   |           |                            |
| Scozzarella 24’ Vitale 32’ (rig.) | Marcatori | 37’ Giannetti 66’ Paolucci |

| Arbitro: | Candussio (Cervignano del Friuli) |

|  |           |                      |
|  | Marcatori | 33’ Lanzaro 57’ Sowe |

| Arbitro: | Bruno (Torino) |

|  |           |           |
|  | Marcatori | 45’ Thiam |

| Arbitro: | Merchiori (Ferrara) |

|                                                 |           |  |
| D. Di Gennaro 23’ Hernández 80’ Lafferty 90'+3’ | Marcatori |  |

| Arbitro: | Fabbri (Ravenna) |

|                |           |          |
| Ferronetti 56’ | Marcatori | 86’ Sowe |

| Arbitro: | Mariani (Aprilia) |

|                          |           |  |
| Defrel 12’ Garritano 51’ | Marcatori |  |

| Arbitro: | Pairetto (Nichelino) |

|                             |           |                |
| Melchiorri 23’ Pasquato 88’ | Marcatori | 66’ Di Carmine |

| Arbitro: | Cervellera (Taranto) |

|  |           |                           |
|  | Marcatori | 55’ Tavano 78’ Mchedlidze |

| Arbitro: | Di Bello (Brindisi) |

|                                   |           |                                  |
| Neto Pereira 9’ Bjelanovic 90'+2’ | Marcatori | 66’ Baraye 89’ (rig.) Di Carmine |

| Arbitro: | Candussio (Cervignano del Friuli) |

|                         |           |            |
| Luigi Vitale 11’ (rig.) | Marcatori | 74’ Mangni |

| Arbitro: | Baracani (Firenze) |

|                             |           |           |
| Schiavon 7’ L. Castaldo 44’ | Marcatori | 80’ Suciu |

| Arbitro: | Gavillucci (Latina) |

|                      |           |                                         |
| Doukara 33’ Sowe 67’ | Marcatori | 17’, 38’ (rig.) M. Mancosu 28’ Nizzetto |

| Arbitro: | Borriello (Mantova) |

|              |           |  |
| Jonathas 74’ | Marcatori |  |

| Arbitro: | Ciampi (Roma) |

|           |           |             |
| Baraye 2’ | Marcatori | 73’ Marotta |

| Arbitro: | Nasca (Bari) |

|                |           |                       |
| Di Carmine 70’ | Marcatori | 44’ Faragò 66’ Rubino |

| Arbitro: | Saia (Palermo) |

|                    |           |                |
| Contini 56’ (aut.) | Marcatori | 24’ Di Carmine |

| Arbitro: | Ostinelli (Como) |

|                  |           |                                |
| Di Carmine 45+2’ | Marcatori | 44’ Benali 53’ And. Caracciolo |

| Arbitro: | Manganiello (Pinerolo) |

|              |           |  |
| Gagliolo 91’ | Marcatori |  |

#### Girone di ritorno
| Arbitro: | Merchiori (Ferrara) |

|                                     |           |                         |
| Lanzaro 84’ Di Carmine 90+2’ (rig.) | Marcatori | 49’ (aut.) Ghiringhelli |

| Arbitro: | Chiffi (Padova) |

|                       |           |           |
| N. Ferrari 55’ (rig.) | Marcatori | 13’ Falco |

| Arbitro: | Di Paolo (Avezzano) |

|              |           |             |
| Di Nardo 64’ | Marcatori | 84’ Gerardi |

| Arbitro: | La Penna (Roma) |

|                  |           |  |
| Dellafiore 90+4’ | Marcatori |  |

| Arbitro: | Baracani (Firenze) |

|          |           |                |
| Sowe 59’ | Marcatori | 79’ F. Scaglia |

| Arbitro: | Roca (Foggia) |

|                |           |  |
| Mammarella 83’ | Marcatori |  |

| Arbitro: | Fabbri (Ravenna) |

|  |           |                             |
|  | Marcatori | 4’, 14’ Bolzoni 33’ Vazquez |

| Arbitro: | Saia (Palermo) |

|                         |           |                                             |
| Lanzaro 41’ Doukara 75’ | Marcatori | 8’ (aut.) Benassi 14’ Antenucci 84’ Rispoli |

| Arbitro: | Manganiello (Pinerolo) |

|                     |           |  |
| Cascione 56’ (rig.) | Marcatori |  |

| Arbitro: | Borriello (Mantova) |

|             |           |              |
| Doukara 30’ | Marcatori | 75’ Pasquato |

| Arbitro: | Pasqua (Tivoli) |

|                          |           |             |
| Tavano 34’ Maccarone 71’ | Marcatori | 43’ Zampano |

| Arbitro: | Abbattista (Molfetta) |

|                               |           |                                                 |
| Vitale 40’ (rig.), 65’ (rig.) | Marcatori | 2’ Damonte 20’ Oduamadi 54’ Pavoletti 84’ Forte |

| Arbitro: | Aureliano (Bologna) |

|                                        |           |                             |
| Granoche 4’, 57’ Stanco 39’ Zoboli 74’ | Marcatori | 15’ (rig.) Sowe 28’ Zampano |

| Arbitro: | Di Bello (Brindisi) |

|                 |           |                               |
| Caserta 2’, 74’ | Marcatori | 47’ L. Castaldo 88’ Galabinov |

| Arbitro: | Minelli (Varese) |

|                                          |           |  |
| Basso 32’ M. Mancosu 72’ Ciaramitaro 89’ | Marcatori |  |

| Arbitro: | Roca (Foggia) |

|             |           |              |
| Doukara 14’ | Marcatori | 78’ Jonathas |

| Arbitro: | Borriello (Mantova) |

|                               |           |  |
| João Silva 8’ Galano 70’, 80’ | Marcatori |  |

| Arbitro: | Ostinelli (Como) |

|                   |           |  |
| González 21’, 90’ | Marcatori |  |

| Arbitro: | Chiffi (Padova) |

|                         |           |                                        |
| Doukara 18’ Caserta 57’ | Marcatori | 27’ Bernardeschi 90+1’ (rig.) Giannone |

| Arbitro: | Ghersini (Genova) |

|                                                      |           |             |
| Scaglia 15’ Budel 21’ (rig.) Morosini 56’ Benali 84’ | Marcatori | 64’ Doukara |

| Arbitro: | Pasqua (Tivoli) |

|  |           |                                  |
|  | Marcatori | 38’ Inglese 45+2’ (rig.) Mbakogu |

### Coppa Italia
| Arbitro: | Abbattista (Molfetta) |

|                                       |           |  |
| Di Carmine 34’ Diop 43’ Mezavilla 70’ | Marcatori |  |

| Arbitro: | Calvarese (Teramo) |

|                                                            |                      |                                                       |
| Mezavilla 50’                                              | Marcatori            | 14’ Tremolada                                         |
| Doninelli Martinelli Murolo Diop Vitale Figliomeni Caserta | Tiri di rigore 3 – 4 | Calil Damonte Pucino Momenté Franco Blasi Spendlhofer |

## Statistiche

### Statistiche di squadra
| Competizione | Punti | In casa | In casa | In casa | In casa | In casa | In casa | In trasferta | In trasferta | In trasferta | In trasferta | In trasferta | In trasferta | Totale | Totale | Totale | Totale | Totale | Totale | DR  |
| Competizione | Punti | G       | V       | N       | P       | Gf      | Gs      | G            | V            | N            | P            | Gf           | Gs           | G      | V      | N      | P      | Gf     | Gs     | DR  |
| ------------ | ----- | ------- | ------- | ------- | ------- | ------- | ------- | ------------ | ------------ | ------------ | ------------ | ------------ | ------------ | ------ | ------ | ------ | ------ | ------ | ------ | --- |
| Serie B      | 19    | 21      | 1       | 9       | 11      | 23      | 39      | 21           | 1            | 4            | 16           | 14           | 41           | 42     | 2      | 13     | 27     | 37     | 80     | -43 |
| Coppa Italia | /     | 2       | 1       | 1       | 0       | 4       | 1       | 0            | 0            | 0            | 0            | 0            | 0            | 2      | 1      | 1      | 0      | 4      | 1      | /   |
| Totale       | -     | 23      | 2       | 10      | 11      | 27      | 40      | 21           | 1            | 4            | 16           | 14           | 41           | 44     | 3      | 14     | 27     | 41     | 81     | -40 |